# NGC 2377
NGC 2377 (другие обозначения — UGCA 132, 3C 178, IRAS07225-0933, CGMW 1-839, PGC 20948) — спиральная галактика (Sc) в созвездии Единорог.
Этот объект входит в число перечисленных в оригинальной редакции «Нового общего каталога».
Галактика составляет пару с радиоисточником 3C 178, но он не связан с NGC 2377 и, возможно, является отдельной радиогалактикой или просто фоновым квазаром.